# بارناباس تاماس
بارناباس تاماس هو سياسي مجري، ولد في 26 سبتمبر 1952 في Putnok ‏ في المجر. نشط حزبياً في فيدس – الاتحاد المدني المجري. وقد انتخب mayor of a place in Hungary ‏ Putnok ‏ (1994 – ) وانتخب عضو الجمعية الوطنية المجرية ‏ عن دائرة Individual Constituency Borsod-Abaúj-Zemplén County No. 7 ‏ وقد انضم خلال فترته النيابية ‏ (14 مايو 2010 – 5 مايو 2014) للكتلة البرلمانية فيدس – الاتحاد المدني المجري.